# Neoharmonia venusta
Neoharmonia venusta är en skalbaggsart som först beskrevs av Melsheimer 1847.  Neoharmonia venusta ingår i släktet Neoharmonia och familjen nyckelpigor.

## Underarter
Arten delas in i följande underarter:
- N. v. venusta
- N. v. ampla